# Серый шёлковый свиристель
Серый шёлковый свиристель (лат. Ptiliogonys cinereus) — вид воробьиных птиц из семейства шелковистых свиристелей (Ptiliogonatidae).
Длина тела составляет 21 см. Питается фруктами и насекомыми. В кладке два яйца беловато-голубого цвета с тёмно-коричневыми и серыми точками.
Обитает в тропических влажных лесах, горных субтропических и тропических зарослях Гватемалы, Мексики и США. МСОП присвоил виду охранный статус «Вызывающие наименьшие опасения» (LC).